# Shelburne (Vermont)
Shelburne es un pueblo ubicado en el condado de Chittenden en el estado estadounidense de Vermont. En el año 2010 tenía una población de 7.144 habitantes y una densidad poblacional de 61,43 personas por km².

## Geografía
Shelburne se encuentra ubicado en las coordenadas 44°23′23″N 73°13′29″O / 44.38972, -73.22472.

## Demografía
Según la Oficina del Censo en 2000 los ingresos medios por hogar en la localidad eran de $68,091 y los ingresos medios por familia eran $78,492. Los hombres tenían unos ingresos medios de $50,085 frente a los $28,429 para las mujeres. La renta per cápita para la localidad era de $37,210. Alrededor del 4.9% de la población estaban por debajo del umbral de pobreza.